# 新塘
新塘（英語：San Tong）是一條位於香港新界大埔區林村的鄉村。

## 認可狀態
新塘是新界小型屋宇政策下其中一條認可鄉村。

## 外部連結
- 居民代表選舉新塘（大埔）的劃定現有鄉村範圍（2019－2022年） （页面存档备份，存于）

22°26′55″N 114°08′10″E / 22.448616°N 114.135973°E